# Ruben Guerreiro
Rúben António Almeida Guerreiro (* 6. července 1994) je portugalský profesionální silniční cyklista jezdící za UCI WorldTeam Movistar Team.

## Kariéra
V srpnu 2016 tým Trek–Segafredo oznámil, že s Guerreirem podepsali dvouletý kontrakt pro sezóny 2017 a 2018. Před sezónou 2019 Guerreiro podepsal jednoletý kontrakt s Teamem Katusha–Alpecin. V srpnu 2019 byl jmenován na startovní listině Vuelty a España 2019.
V říjnu 2020 byl jmenován na startovní listině Gira d'Italia 2020. Podařilo se mu vyhrát 9. etapu a závod dokončil jako lídr vrchařské soutěže, čímž se stal prvním portugalským závodníkem, který zvítězil v jedné z klasifikací na Grand Tours.

## Hlavní výsledky
2012
Národní šampionát
 vítěz silničního závodu juniorů
2014
Volta a Portugal do Futuro
 celkový vítěz
 vítěz soutěže mladých jezdců
vítěz 3. etapy
2015
GP Liberty Seguros
 celkový vítěz
 vítěz soutěže mladých jezdců
vítěz 2. etapy
Národní šampionát
2. místo silniční závod do 23 let
3. místo časovka do 23 let
Tour de Beauce
10. místo celkově
2016
Národní šampionát
 vítěz silničního závodu do 23 let
vítěz Gran Premio Palio del Recioto
3. místo Lutych–Bastogne–Lutych Espoirs
2017
Národní šampionát
 vítěz silničního závodu
6. místo Bretagne Classic Ouest–France
Kolem Belgie
9. místo celkově
2018
Herald Sun Tour
4. místo celkově
5. místo Bretagne Classic Ouest–France
5. místo Primus Classic
Kolem Turecka
6. místo celkově
Tour Down Under
9. místo celkově
Tour des Fjords
10. místo celkově
2019
Tour Down Under
8. místo celkově
2020
Giro d'Italia
 vítěz vrchařské soutěže
vítěz 9. etapy
2021
Tour of the Alps
8. místo celkově
10. místo Coppa Sabatini
2022
vítěz Mont Ventoux Dénivelé Challenge
Deutschland Tour
3. místo celkově
Vuelta a Burgos
6. místo celkově
 vítěz bodovací soutěže
7. místo Valonský šíp
Critérium du Dauphiné
9. místo celkově
2023
Saudi Tour
 celkový vítěz
vítěz 4. etapy
O Gran Camiño
3. místo celkově
Route d'Occitanie
9. místo celkově
2024
9. místo Figueira Champions Classic

### Výsledky na Grand Tours
| Grand Tour      | 2019 | 2020 | 2021 | 2022 | 2023 |
| --------------- | ---- | ---- | ---- | ---- | ---- |
| Giro d'Italia   | —    | 33   | DNF  | —    | —    |
| Tour de France  | —    | —    | 18   | DNF  | DNF  |
| Vuelta a España | 17   | —    | —    | —    | DNF  |

| —   | Nezúčastnil se |
| DNF | Nedokončil     |